# Rogerson (rivière)
La rivière Rogerson (en anglais : Rogerson River) est un cours d’eau du nord de la région de Canterbury dans l’Île du Sud de la Nouvelle-Zélande.

## Géographie
Elle s’écoule globalement vers l’est, atteignant la rivière Chatterton au niveau de la ville de Hanmer Springs.